# Underjordens hemlighet
Underjordens hemlighet är en svensk dramafilm från 1991 som är skriven och regisserad av Clas Lindberg med bland andra Gösta Ekman, Robert Gustafsson och Oliver Loftéen i rollerna.

## Handling
Nisse har svår astma och läggs in på sjukhus. Där träffar han den två år äldre och svårt sjuke pojken Lelle, som har en negativ inställning till livet. Lelle är ensam och övergiven, men har en dröm; att bygga ett stort luftskepp, lasta det fullt med sjukhusets mat, och ge maten till svältande barn i andra länder. De två pojkarna blir vänner och börjar tillsammans utforska och försöka förverkliga Lelles planer.

## Rollista
- Max Vitali – Leif "Lelle", 12 år
- Oliver Loftéen – Nisse Ekström, 10 år
- Gösta Ekman – Carson, patient
- Kristina Törnqvist – syster Sara
- Gunnel Fred – Nisses mamma
- Hans Wigren – Nisses pappa
- Ulf Eklund – läkare
- Ana-Yrsa Falenius – sjuksköterska
- Weiron Holmberg – vaktmästare
- Robert Gustafsson – ung man
- Marie Öhrn – fritidsfröken
- Bojan Westin – provtagningssköterska
- Jenny Fogelquist – sjuksköterskeelev
- Olof Rhodin – Robinson
- Kim Åström – biträde
- Bo Holmqvist – nyhetsuppläsare i Rapport

## Produktion
Filmen producerades av FilmTeknik i samproduktion med Cinetofon, Svenska Filminstitutet, Sandrew Film & Teater och Sveriges Television och spelades in sommaren 1990 i Enskede och Södersjukhuset i Stockholm.

## Mottagande
Underjordens hemlighet nominerades till Guldbaggen för bästa film.
De svenska filmkritikerna var generellt positiva och ansåg att det var en meningsfull barnfilm.